# لیکساید (کالیفرنیا)
لیکساید (به انگلیسی: Lakeside) یک منطقهٔ مسکونی در ایالات متحده آمریکا است که در شهرستان سن دیگو، کالیفرنیا واقع شده‌است. لیکساید ۱۸٫۸۵۷ کیلومتر مربع مساحت و ۲۰٬۶۴۸ نفر جمعیت دارد و ۱۲۶ متر بالاتر از سطح دریا واقع شده‌است.